# Ferenc Szálasi
Ferenc Szálasi (Kassa, 6 januari 1897 – Boedapest, 12 maart 1946) was een Hongaarse antisemitische en fascistische politicus, uit een Hongaars adellijk (graaf) geslacht.
Aanvankelijk werd Szálasi beroepsmilitair. Na zijn pensionering in 1935 en een reis naar nazi-Duitsland werd hij de oprichter van een nationaalsocialistische partij. Deze partij werd in 1937 verboden. Szálasi belandde in de gevangenis omdat hij ervan werd verdacht de regering omver te willen werpen.
In 1940 kwam hij vrij en werd de voorzitter van de Pijlkruisers, een rabiaat antisemitische en fascistische partij. Hij bezat geen invloed, maar zijn groeiende aanhang zette de Hongaarse regering ertoe aan een steeds rechtser en antisemitischer beleid te voeren. Nadat de Duitsers de rijksregent Miklós Horthy hadden afgezet, werd Szálasi minister-president (oktober 1944) van de Hongaarse Staat en later ook 'Leider van de Natie' (november 1944).
Hoewel het duidelijk was dat de Duitsers de oorlog hadden verloren, voerde Szálasi een waar schrikbewind. Onder zijn leiding werden vele Joden, zigeuners en andere minderheden naar concentratiekampen gedeporteerd. Na de Duitse capitulatie (mei 1945) werd Szálasi door de Amerikanen krijgsgevangen gemaakt. Vervolgens werd hij aan Hongarije uitgeleverd en daar ter dood veroordeeld. Op 12 maart 1946 werd hij geëxecuteerd.

## Onderscheiding
- Orde van de IJzeren Kroon (Oostenrijk), 3e Klasse